# Animale (film)
Animale is een Belgisch-Frans-Saoedi-Arabische dramafilm uit 2024, geschreven en geregisseerd door Emma Benestan. De hoofdrollen worden vertolkt door Oulaya Amamra, Damien Rebattel en Elies-Morgan Admi-Bensellam

## Verhaal
Nejma is een jonge vrouw die stierenvechter wil worden in de Zuid-Franse Camargue. Ze moet haar mannetje weten te staan in een door mannen gedomineerde omgeving.

## Rolverdeling
| Acteur                      | Personage |
| --------------------------- | --------- |
| Oulaya Amamra               | Nejma     |
| Damien Rebattel             | Tony      |
| Elies-Morgan Admi-Bensellam | Jordan    |

## Productie
Emma Benestan maakte in 2019 met Fearless Girl al een documentaire over een vrouwelijke stierenvechter, in 2024 gevolgd door deze speelfilm. Het camerawerk is van de Belgische cameraman Ruben Impens.

## Release
Animale ging op 22 mei 2024 in première op het Filmfestival van Cannes als slotfilm van de Semaine de la critique-sectie.